# Open 13 2000
L'Open 13 2000 è stato un torneo di tennis giocato sul cemento indoor.
È stata l'8ª edizione dell'Open 13, che fa parte della categoria International Series nell'ambito dell'ATP Tour 2000.
Si è giocato al Palais des Sports di Marsiglia in Francia, dal 7 febbraio 14 febbraio 2000.

## Campioni

### Singolare
Marc Rosset ha battuto in finale  Roger Federer con il punteggio di 2–6, 6–3, 7–6(5).

### Doppio
Simon Aspelin /  Johan Landsberg hanno battuto in finale  Juan Ignacio Carrasco /  Jairo Velasco Jr. con il punteggio di 7–6(2), 6–4.